# Torben Skovlyst
Torben Skovlyst (født 1970) er en tidligere dansk landsholdsløber, der er verdensmester i orientering.
Han er herudover nordisk mester i stafet og har vundet danmarksmesterskabet (DM) i orientering tre gange.
Torben Skovlyst begyndte at løbe orienteringsløb i Orienteringsklubben Gorm og har siden løbet for Tisvilde Hegn OK, Farum OK og den svenske klub IFK Göteborg Orientering.

## Resultater i orientering

### VM
Torben Skovlyst vandt mesterskabstitlen ved  verdensmesterskabet (VM) i Norge (1997). Som førsteløber på stafetten vandt han guld sammen med Chris Terkelsen, Carsten Jørgensen og Allan Mogensen.

## NM
Ved de Nordiske Mesterskaber (NM) i Danmark (1997) vandt Torben Skovlyst guld på stafetten sammen med Chris Terkelsen, Allan Mogensen og Carsten Jørgensen.

### DM i orientering
Torben Skovlyst har vundet en individuel DM-titel ved DM-Nat i 1992.
Han har herudover vundet sølv på den korte distance (1996) og bronze på ved DM-Nat i 1994.
Torben Skovlyst har i alt vundet seks medaljer ved DM i stafet sammen med orienteringsløbere fra Gorm OK.
I 1993 og 1994 vandt Torben Skovlyst guld på stafetten, i 1992 og 1995 vandt han sølv og i 1991 og 1996 vandt han bronze. Ved de første fem stafetter løb han sammen med Thomas Hjerrild og Chris Terkelsen – i 1996 var det sammen med Thomas Hjerrild, Claus Lyngby og Jakob Ødum.
Medaljeoversigt ved danske mesterskaber
1996
- Sølv, Kort (Brøde Skov)
- Bronze, Stafet (Klinteskoven)

1995
- Sølv, Stafet (Langesø)

1994
- Bronze, Nat (Frederikshåb)
- Guld, Stafet (Yding)

1993
- Guld, Stafet (Blåbjerg Øst)

1992
- Guld, Nat (Klosterhede Plantage)
- Sølv, Stafet (Grønholt Hegn)

1991
- Bronze, Stafet (Vrads)

## Andre udmærkelser
Efter afstemning blandt Dansk Orienterings-Forbunds medlemmer blev VM-stafetholdet (1997) med Torben Skovlyst, Chris Terkelsen, Carsten Jørgensen og Allan Mogensen kåret til ’Årets orienteringsløber(e).